# 恶女 (台湾电影)
《恶女》（英語：Lost in Perfection）是由获得金马奖最佳动画长片《幸福路上》的导演宋欣颖自编自导，林美秀及邵雨薇领衔主演的台湾悬疑惊悚片。此片在2023年10月27日在全台上映。电影海报标语为「聪明女生，上位守则」。

## 劇情
黃立美（邵雨薇 饰）是一位著名的記者及新闻主播。正当她忙于与交往多年的男友林大为（曾少宗 饰）筹备婚礼时，她发现父亲（李天柱 饰）打算与认识没多久且身世成谜的女人何秀兰（林美秀 饰）再婚。就在婚礼前夕，秀兰因成为谋杀嫌疑犯而上了头条新闻。起因是與秀蘭交往過的其中三位前男友，竟然都因燒炭自杀而亡，且都在死前汇出鉅款給秀蘭。与三樁命案扯上关系的秀兰坚称她没有杀害任何人。为了保护父亲，立美不惜一切代价阻止媒体报导秀兰与父亲的关系，同时也与检察官李国伦（凤小岳 饰）一起展开调查。

## 演员阵容

### 主要
- 林美秀 饰演 何秀兰，黃立美父亲的女友。只有中學學歷，但温柔賢慧。后捲入三宗命案。
- 邵雨薇 饰演 黃立美，知名新闻主播，大为的未婚妻。
- 曾少宗 饰演 林大为，牙醫，黃立美的未婚夫。
- 李天柱 饰演 黃志德，退休編輯，黃立美的父亲，何秀兰的男友，决定与秀蘭再婚。
- 凤小岳 饰演 李国伦，检察官。

### 其他
- 高英軒 飾演 吳忠銘
- 陳家逵 飾演 李刑警
- 游珈瑄 飾演 陳以萱
- 徐鈞浩 飾演 許翔
- 趙逸嵐 飾演 洪律師
- 范姜泰基 飾演 檢察長
- 莊雨潔 飾演 TNN女主播
- 林襄 飾演 大為出軌對象
- 馬宥漩 飾演 貴婦
- 陳幼芳 飾演 副總編
- 范姜泰基 飾演 檢察長
- 陳慶昇 飾演 李上文
- 王捷仟 飾演 趙律師

### 特別演出
- 郭子乾 飾演 林文儀總統
- 子育 飾演 李玉文

## 制作与发行
此片是导演为了挑战不一样的题材而推出的首部真人电影长片。电影以亚洲女性的视角出发。导演希望能满足观众娱乐效果的同时，让观众关注人性深处的复杂与多面性，讓观众耳目一新。
2023年8月29日，首支预告片正式发表。
2023年10月27日，电影在全台院线上映。獲得新片首周票房冠軍。
2024年2月8日，Netflix全球獨家上架。隨即攻占東亞日韓電影榜Top10榜單。台灣，蟬聯8周電影Top10，最高Top1蟬聯3周。香港，蟬聯4周Top10，最高Top2。韓國，蟬聯2周Top10，最高Top3，马来西亚，蟬聯5周Top10，最高Top4。日本，蟬聯2周Top10，最高Top7，泰国，蟬聯3周Top10，最高Top3，越南，蟬聯3周Top10，最高Top5。

## 分級
| 國家/地區 | 分級   |
| 香港      | IIB級  |
| 馬來西亞  | 18     |
| 台灣      | 限制级 |
| 新加坡    | M18    |
| 日本      | R15+   |
| 韩国      | 18     |